# Van moeder op dochter
Van moeder op dochter: het aandeel van de vrouw in een veranderende wereld is een in 1948 voor het eerst gepubliceerd boek over de geschiedenis van vrouwen en de vrouwenbeweging van 1789 tot 1948. Het is geschreven door  drs. J. Brok-ten Broek, dr. P.M. Franken-van Driel, Clara M. Meijers en E.A. Heringa-van Ruth en stond onder redactie van dr. W.H. Posthumus-van der Goot en dr. Anna de Waal. In 1968 kwam de derde, herziene druk uit waarin de ondertitel was veranderd in De maatschappelijke positie van de vrouw in Nederland vanaf de Franse tijd.
De reden voor uitgave in 1948 was enerzijds het vijftigjarig regeringsjubileum van koningin Wilhelmina en de tentoonstelling De Nederlandse Vrouw 1898-1948, anderzijds de vele belangrijke feministen die in de voorgaande jaren waren overleden. Ook was tijdens de Tweede Wereldoorlog veel materiaal van het Internationaal Archief voor de Vrouwenbeweging verloren gegaan. Met dit boek moest de geschiedenis van de vrouwenbeweging worden bewaard.

## Indeling en thema's
Het boek is ingedeeld in drie tijdperken, namelijk De ontplooiing in de negentiende eeuw (1789-1898), Intree in de maatschappij (1898-1928) en De laatste twintig jaar (1928-1948) (deze titel is bij latere uitgaven weer aangepast; bij de herdruk van 1968 heet het 'De laatste veertig jaar'). De focus van het boek ligt op vrouwelijke pioniers en de vrouwenbeweging, maar er wordt ook aandacht besteed aan niet-feministische vrouwenorganisaties en het dagelijks leven van vrouwen met bijvoorbeeld illustraties van kleding en meubilair. Het wordt gezien als een belangrijk overzichtswerk van de Nederlandse vrouwengeschiedenis.